# تل بج
تل بج مربوط به سده‌های ۶–۵ ه.ق است و در شهرستان بهبهان، بخش مرکزی، دهستان حومه، ۱ کیلومتری شرق قالند سفلی واقع شده و این اثر در تاریخ ۱ مرداد ۱۳۸۶ با شمارهٔ ثبت ۱۹۲۵۶ به‌عنوان یکی از آثار ملی ایران به ثبت رسیده است.